# Mascarenhas (Mirandela)
Mascarenhas ist eine Ortschaft und Gemeinde im Norden Portugals.

## Geschichte
Die heutige Ortschaft entstand vermutlich im Verlauf der Neubesiedlungen nach der mittelalterlichen Reconquista. In den königlichen Registern von 1258 ist Mascarenhas als ursprüngliche Schenkung des Königs D. Sancho I. (regierte von 1185 bis 1211) an den Ritter Fernando Fernandes Bragançano vermerkt, der das Gebiet danach an den Ritter Estevão Rodrigues weitergab.
1721 wurde die heutige Gemeindekirche gebaut, 1796 hatte Mascarenhas 201 Einwohner.

## Verwaltung
Mascarenhas ist Sitz der gleichnamigen Gemeinde (Freguesia) im Kreis (Concelho) von Mirandela im Distrikt Bragança. In ihr leben 422 Einwohner auf einer Fläche von 28 km² (Stand 19. April 2021).
Folgende Ortschaften liegen im Gemeindegebiet:
- Guribanes
- Mascarenhas
- Paradela
- Valbom dos Figos
- Vale do Pereiro

## Sehenswürdigkeiten
Neben der Natur, die über Wanderwege der Kreisverwaltung Mirandela erschlossen ist, befinden sich einige Baudenkmäler in der Gemeinde Mascarenhas, sämtlich Sakralbauten:
- Igreja de Nossa Senhora da Assunção (auch Igreja de Santa Maria), barocke Gemeindekirche von Mascarenhas, 1721 errichtet[3]
- Capela em Guribanes, spätbarocke Kapelle in der Ortschaft Guribanes[4]
- Capela de Valbom dos Figos, Kapelle in der Ortschaft Valbom dos Figos aus dem 18. Jh.[5]
- Capela em Mascarenhas, Kapelle in der Ortschaft Mascarenhas[6]
- Capela em Paradela, Kapelle in der Ortschaft Paradela[7]
- Igreja de Santo António, 1609 errichtete manieristisch-barocke Gemeindekirche von Paradela[8]
- Santuário de Nossa Senhora do Viso, Wallfahrtskapelle außerhalb von Mascarenhas[9]